# Salvatoria clavata
Salvatoria clavata är en ringmaskart som först beskrevs av Claparede 1863.  Salvatoria clavata ingår i släktet Salvatoria och familjen Syllidae. Arten är reproducerande i Sverige. Inga underarter finns listade i Catalogue of Life.